# 灵顺寺

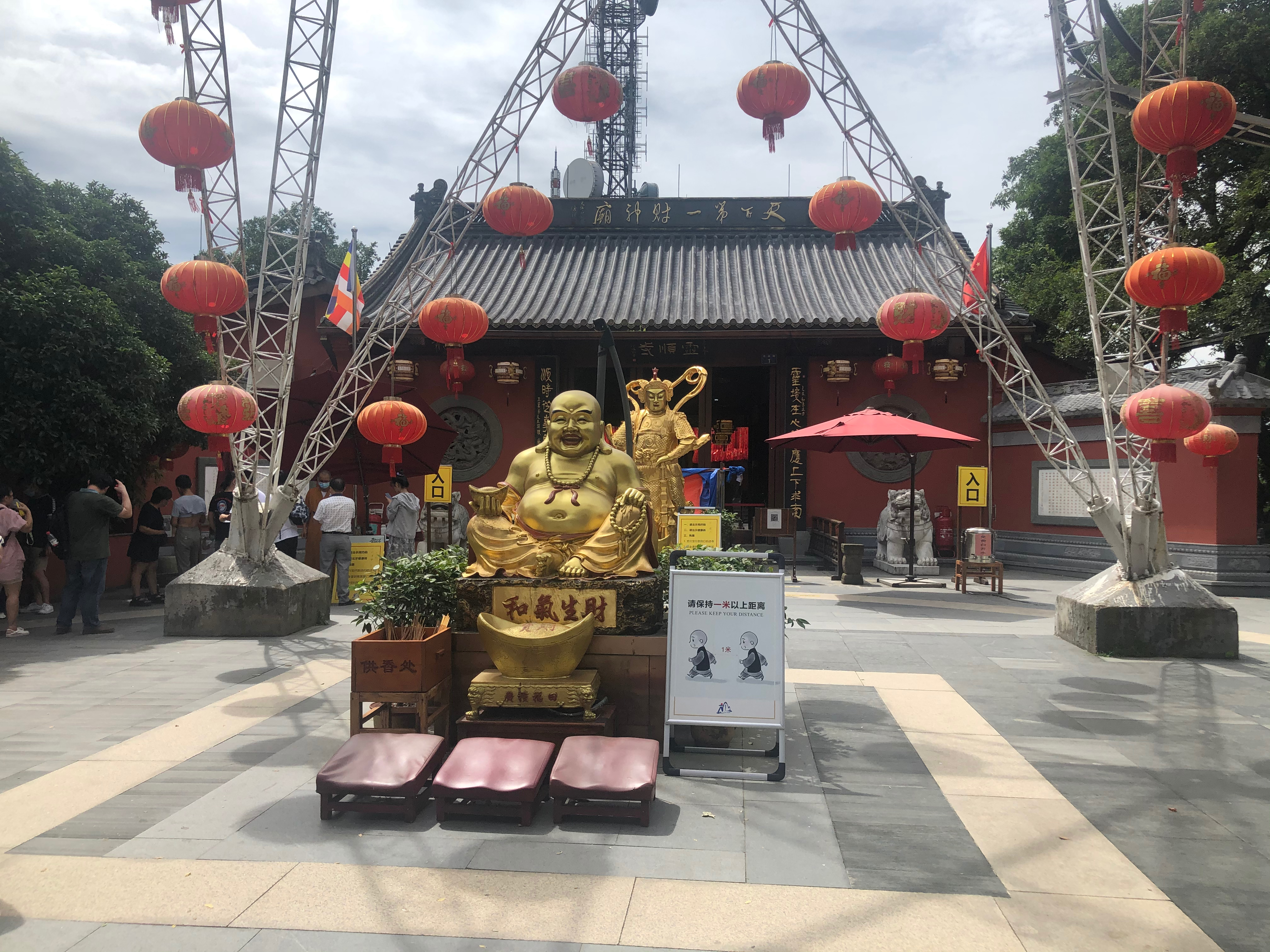
山顶灵顺寺前庭

灵顺寺位于杭州西湖西北方的北高峰山巅，是一座著名佛寺。

## 历史
灵顺寺始建于东晋咸和年间（326-334年），是印度高僧慧理在杭州所建“五灵”之一。从宋代开始，该寺供奉“五显财神”，又称财神庙、华光庙。香火旺了上千年。明代江南才子徐渭登山游寺，题匾“天下第一财神庙”。
2005年1月1日，灵顺寺在进行了大规模整修后恢复开放，归属佛教协会管理，恢复明清建筑风格，香火一直十分旺盛。